# 第18潜水戦隊 (ドイツ海軍)
第18潜水戦隊（独: 18. Unterseebootflottille 英: 18th U-boat flotilla）とは、ドイツ海軍Uボートによる潜水艦隊（戦隊）である。
1941年、ポーランドヘラにおいてルドルフ・フランツィウス少佐の元に設立。訓練目的で設立されたが大戦末期の3ヶ月間はバルト海において戦闘している。1945年、ドイツ降伏のため解隊。

## 母港
- 1941年1月 - 1945年3月 ヘラ

## 指揮官
| 指揮官                   | 期間                  |
| ------------------------ | --------------------- |
| ルドルフ・フランツィウス | 1941年1月 - 1945年3月 |

## 所属艦
| - U 1008 - U 1161 - U 1162 - UD 4 |